# Wehrkreis Generalgouvernement

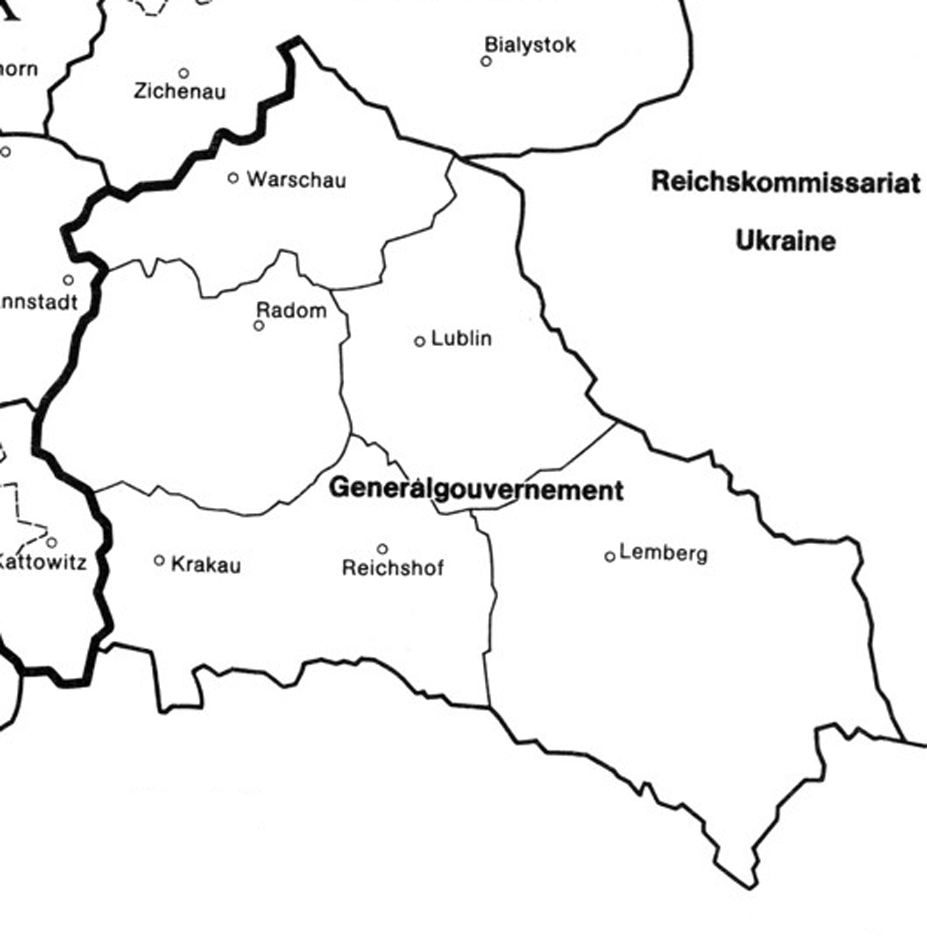
Carte du Wehrkreis Generalgouvernement en 1943.

Le Wehrkreis Generalgouvernement (WK Generalgouvernement) était une région militaire allemande pour la Wehrmacht qui comprenait la partie centrale et orientale de la Pologne occupée.

## Historique
Le WK Generalgouvernement est créée le 1er septembre 1942 . Le siège administratif du Wehrkreis était à Cracovie (Krakau). Le 22 septembre 1944 l'avancée de l'armée Rouge oblige à transformer le WK en zone de guerre qui devient le Heeresgebiet Generalgouvernement.

### Les mouvements des unités de formation
À partir de la seconde partie de 1942, les unités de formation du Wehrkreis IV ont été stationnés dans le Wehrkreis Generalgouvernement sous le contrôle de la 174e division de réserve, dans la moitié nord, et la 154e division de réserve, dans la moitié sud.

## Divisions administratives
Le Wehrkreis Generalgouvernement comprenait une zone d'affectation le Wehrersatzberirk Krakau et cinq sous-zones d'affectation (Wehrbezirk) :
- Krakau (Cracovie)
- Warschau (Varsovie)
- Radom
- Lublin
- Galizien (Galicie)

## Gouverneurs (Befehlshaber)
1. General der Kavallerie Curt von Gienanth (15 juillet 1942 – 1er octobre 1942)
2. General der Infanterie Siegfried Haenicke (1er octobre 1942 – 22 septembre 1944)